# TRIM22
TRIM22 (англ. Tripartite motif containing 22) – білок, який кодується однойменним геном, розташованим у людей на короткому плечі 11-ї хромосоми. Довжина поліпептидного ланцюга білка становить 498 амінокислот, а молекулярна маса — 56 947.
| 10         |  | 20         |  | 30         |  | 40         |  | 50         |
| ---------- |  | ---------- |  | ---------- |  | ---------- |  | ---------- |
| MDFSVKVDIE |  | KEVTCPICLE |  | LLTEPLSLDC |  | GHSFCQACIT |  | AKIKESVIIS |
| RGESSCPVCQ |  | TRFQPGNLRP |  | NRHLANIVER |  | VKEVKMSPQE |  | GQKRDVCEHH |
| GKKLQIFCKE |  | DGKVICWVCE |  | LSQEHQGHQT |  | FRINEVVKEC |  | QEKLQVALQR |
| LIKEDQEAEK |  | LEDDIRQERT |  | AWKNYIQIER |  | QKILKGFNEM |  | RVILDNEEQR |
| ELQKLEEGEV |  | NVLDNLAAAT |  | DQLVQQRQDA |  | STLISDLQRR |  | LRGSSVEMLQ |
| DVIDVMKRSE |  | SWTLKKPKSV |  | SKKLKSVFRV |  | PDLSGMLQVL |  | KELTDVQYYW |
| VDVMLNPGSA |  | TSNVAISVDQ |  | RQVKTVRTCT |  | FKNSNPCDFS |  | AFGVFGCQYF |
| SSGKYYWEVD |  | VSGKIAWILG |  | VHSKISSLNK |  | RKSSGFAFDP |  | SVNYSKVYSR |
| YRPQYGYWVI |  | GLQNTCEYNA |  | FEDSSSSDPK |  | VLTLFMAVPP |  | CRIGVFLDYE |
| AGIVSFFNVT |  | NHGALIYKFS |  | GCRFSRPAYP |  | YFNPWNCLVP |  | MTVCPPSS   |

A: Аланін

C: Цистеїн

D: Аспарагінова кислота

E: Глутамінова кислота

F: Фенілаланін

G: Гліцин

H: Гістидин

I: Ізолейцин

K: Лізин

L: Лейцин

M: Метіонін

N: Аспарагін

P: Пролін

Q: Глутамін

R: Аргінін

S: Серин

T: Треонін

V: Валін

W: Триптофан

Кодований геном білок за функціями належить до трансфераз, репресорів. 
Задіяний у таких біологічних процесах, як взаємодія хазяїн-вірус, транскрипція, регуляція транскрипції, убіквітинування білків, противірусний захист, альтернативний сплайсинг. 
Білок має сайт для зв'язування з іонами металів, іоном цинку. 
Локалізований у цитоплазмі, ядрі.